# Klonek
Klonek – jezioro w gminie Nowinka, w powiecie augustowskim, w woj. podlaskim.

## Charakterystyka
Jezioro położone jest na Pojezierzu Wschodniosuwalskim, na obszarze Wigierskiego Parku Narodowego. Powierzchnia jeziora według różnych publikacji wynosi 4,5 ha lub 5,02 ha. Jezioro ma kształt litery V. Większość brzegów porośnięta jest lasem. Na północ znajduje się jezioro Wigry, zaś na południe wieś Zakąty.

## Przyroda
Pod względem zarybienia Klonek należy do typu linowo-szczupakowych. Gatunki ryb występujące w jeziorze (1997) to:
- lin – 39%
- okoń – 24%
- płoć – 29,3%
- szczupak – 6,1%
- wzdręga – 1,2%

## Rezerwat
W 1962 z jeziora i przyległych gruntów utworzono w celu ochrony bobra europejskiego rezerwat przyrody "Ostoja bobrów Zakąty" (obecnie obszar ten wchodzi w skład Wigierskiego Parku Narodowego).